# 威氏杜鹃
威氏杜鹃（学名：Rhododendron wilhelminae），是印尼爪哇岛特有的一种杜鹃花。
威氏杜鹃仅已知一具在1904年于西爪哇省的萨拉火山采集到的模式标本，而在2018年进行的调查亦未能发现该物种，推测其可能已经绝灭。然而，该物种可能仅是爪哇着生杜鹃和马来着生杜鹃的自然杂交种。
威氏杜鹃被发现于海拔1350米处的灌木丛中，除此之外没有已知的栖息地和生态信息。作为一种山地植物，该物种可能受到气候变化导致的气温上升的威胁，且由于有限的地理分布，相信它们的成熟植株数量不足50。